# Spathuliger ornatus
Spathuliger ornatus là một loài bọ cánh cứng trong họ Cerambycidae.